# Жупа Дубровацька
42°37′ пн. ш. 18°13′ сх. д. / 42.61° пн. ш. 18.21° сх. д.
Жупа Дубровацька (хорв. Župa dubrovačka) – громада в Дубровницько-Неретванській жупанії Хорватії.

## Населення
Населення громади за даними перепису 2011 року становило 8 331 осіб. 
Динаміка чисельності населення громади:

## Населені пункти
До громади входять:
- Брашина
- Буйчі
- Челопеці
- Чибача
- Доній Бргат
- Горній Бргат
- Грбаваць
- Купарі
- Макоше
- Мартиновичі
- Млини
- Петрача
- Плат
- Солине
- Сребрено
- Заврелє